# 柴田康忠
柴田 康忠（しばた やすただ）は、安土桃山時代の武将。徳川氏の家臣。名字については芝田とも表記される。

## 生涯
永禄4年（1561年）から徳川家康に仕える。永禄6年（1563年）に起こった三河一向一揆では、自ら浄土宗に改宗し、この時の槍働きを評価されて家康より諱を賜り康忠と名乗った。永禄10年（1567年）に家康が家中の職制を新設すると、康忠は旗本先手侍大将の1人に任命される。永禄12年（1569年）、遠州攻略の戦功により家老に任命される。
元亀3年（1572年）12月の三方ヶ原の戦い、天正3年（1575年）5月の長篠の戦いでは先鋒として戦功を挙げた。
天正10年（1582年）3月の甲州征伐で多くの武田旧臣を従わせ、6月の本能寺の変で織田信長が横死すると、甲州奉行に任命される。旧武田領統治では諏訪郡高島城に滞在して徳川家康の命で依田信蕃のもとに軍監として赴き協力した。天正13年（1585年）の第一次上田合戦を戦い、佐久地方の平定を依田とともに行う。
天正18年（1590年）の小田原征伐後に家康が関東に入部すると、大久保忠世と共に上総の民政を司る。
天正19年（1591年）、武蔵国菖蒲（現在の埼玉県久喜市）、私市（現在の加須市）で5000石を賜る。文禄2年（1593年）5月に56歳で没し、埼玉郡樋ノ口村（現・久喜市）に葬られる。のちに康長により今泉村（現・上尾市）の十連寺に改葬された。